# Sojus TM-20
Sojus TM-20 ist die Missionsbezeichnung für den Flug eines russischen Sojus-Raumschiffs zur russischen Raumstation Mir. Es war der 20. Besuch eines Sojus-Raumschiffs bei der Raumstation Mir und der 96. Flug im russischen Sojusprogramm.

## Besatzung

### Startbesatzung
- Alexander Stepanowitsch Wiktorenko (4. Raumflug), Kommandant
- Jelena Wladimirowna Kondakowa (1. Raumflug), Bordingenieurin
- Ulf Merbold (3. Raumflug), Wissenschaftsastronaut ( ESA/ Deutschland)

### Ersatzmannschaft
- Juri Pawlowitsch Gidsenko, Kommandant
- Sergei Wassiljewitsch Awdejew, Bordingenieur
- Pedro Francisco Duque, Wissenschaftsastronaut ( ESA/ Spanien)

### Rückkehrmannschaft
- Alexander Stepanowitsch Wiktorenko (4. Raumflug), Kommandant
- Jelena Wladimirowna Kondakowa (1. Raumflug), Bordingenieurin
- Waleri Wladimirowitsch Poljakow (2. Raumflug), Bordarzt

## Missionsüberblick

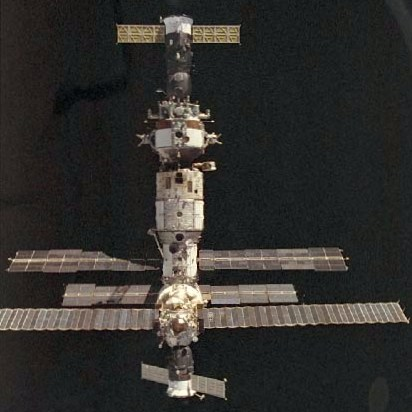
Mir von STS-63 aufgenommen

Es wurden zehn Kilogramm für Ulf Merbolds einmonatige Euromir 94-Expedition mitgenommen. Während des automatischen Annäherungsmanövers zum Vorderstutzen der Mir kam das Raumschiff ins Trudeln. Der Kommandant Alexander Wiktorenko dockte daraufhin das Raumschiff manuell an. Deshalb wurde später am 11. Januar 1995 mit der Mannschaft Wiktorenko/Kondakowa/Poljakow eine Testtrennung mit Wiederankopplung durch das automatische Annäherungssystem Kurs durchgeführt (Abkopplung 8.59 GMT, Ankopplung am gleichen Platz 9.27 GMT).
Während der Flugzeit der Stammbesatzung wurden  die Versorgungsraumschiffe Progress M-25 (Start 11. November 1994) und Progress M-26 (Start 15. Februar 1995) empfangen. Am 6. Februar 1995 (19.23 GMT) wurde eine Annäherung der US-Fähre Discovery (STS-63) bis auf 11,3 m erprobt.
Wissenschaftlicher Schwerpunkt des Flugprogramms waren medizinische Tests. So wurden die Anpassung an die Schwerelosigkeit, Muskelschwund und Gewichtsverlust sowie die Umstellung der inneren Uhr untersucht. Darüber hinaus widmete man sich aber auch der Strahlenbelastung im Erdorbit. Um den allgemeinen Gesundheitszustand einschätzen zu können, nahm Ulf Merbold täglich Blut-, Urin- und Gewebeproben. Erstmals wurden von Bord der russischen Raumstation auch Videokonferenzen abgehalten. So hielt Ulf Merbold am 19. Oktober eine Unterrichtsstunde, in der er Fragen von Kindern beantwortete.
Im Verlaufe der Mission kam es mehrfach zu Energieengpässen, so dass das Untersuchungsprogramm umgestellt werden musste. Einmal führte eine extensive Experimentiertätigkeit sogar zu einer weitgehenden Entladung der Batterien auf der Station, wodurch eine kritische Situation eintrat. Energieintensiv waren auch die fünf geplanten materialwissenschaftlichen Experimente, die deshalb nicht mehr ausgeführt werden konnten. Während der Mission konnten die europäischen Wissenschaftler ihre automatischen Experimente weitgehend selbst überwachen.
Waleri Poljakow kehrte mit Sojus TM-20 nach 437 Tagen 17 Stunden und 31 Sekunden im All zurück. Dies stellte einen neuen Langzeitrekord dar. Auch Jelena Kondakowa stellte mit 169 Tagen 5 Stunden und 35 Sekunden einen Dauerflugrekord für Frauen auf. Ulf Merbold kehrte gemeinsam mit Mussabajew und Malentschenko mit dem Raumschiff Sojus TM-19 auf die Erde zurück.